# Cecylia Wesołowska
Cecylia Wesołowska z domu Lichoń (ur. 27 sierpnia 1920 w Dobczycach, zm. 2 lipca 1998 we Wrocławiu) – polska specjalistka w zakresie fizyki, prof. dr hab.

## Życiorys
Urodziła się w Dobczycach, gimnazjum ukończyła w Myślenicach. W 1940 podjęła studia na Wydziale Matematyki i Fizyki Uniwersytetu Loránda Eötvösa w Budapeszcie, które kontynuowała i ukończyła na Uniwersytecie Jagiellońskim. W 1948 roku rozpoczęła pracę w Katedrze Fizyki Uniwersytetu i Politechniki we Wrocławiu. Tutaj przeszła kolejne szczeble kariery akademickiej: doktorat (1961), habilitację (1966), tytuł profesora nadzwyczajnego uzyskała w 1977, a zwyczajnego w roku 1987. Jako jedna z pierwszych w Polsce podjęła tematykę cienkich warstw; metody ich otrzymywania oraz badanie ich właściwości. Jej zasługą było zorganizowanie warsztatu badawczego umożliwiającego realizacje podjętego tematu. Pionierskim osiągnięciem profesor Cecylii Wesołowskiej było opracowanie technologii wytwarzania filtrów interferencyjnych i warstw przeciwodblaskowych. Przez wiele lat kierowała Zakładem Optyki Cienkich Warstw, w którym prowadzono również badania o charakterze podstawowym. Wychowała liczne grono pracowników naukowych (7 doktorów, 3 doktorów habilitowanych) oraz specjalistów dla przemysłu optycznego.
Jej dorobek naukowy to 54 publikacje naukowe, współautorstwo skryptu do laboratorium fizyki cienkich warstw i fizyki ogólnej. Odbyła staże naukowe w ośrodkach fizyki cienkich warstw w Marsylii i w Paryżu. Kierowała pracami w ramach centralnych programów badawczych, koordynowała działalność grup tematycznych z zakresu fizyki cienkich warstw. Recenzowała wiele prac doktorskich i habilitacyjnych.
Profesor Wesołowska była zaangażowana w działalność dydaktyczną. Przez wiele lat prowadziła wykłady i seminaria dla studentów Wydziału Budownictwa Lądowego oraz wykład monograficzny z fizyki cienkich warstw dla studentów Wydziału Podstawowych Problemów Techniki. Zorganizowała specjalistyczne laboratorium fizyki cienkich warstw. Za działalność naukową, dydaktyczna, organizacyjną oraz kształcenie kadry została uhonorowana nagrodami: ministra, rektora, dziekana i dyrektora instytutu.
Prof. Wesołowska od wczesnych lat życia angażowała się w działalność społeczną. Na początku wojny pracowała w kasynie oficerskim przy sztabie gen. Stanisława Maczka. W obozie dla internowanych Polaków na Węgrzech była pielęgniarką w izbie chorych, pracowała również społecznie w Bratniaku. Po wojnie prof. Wesołowska działała w Polskim Towarzystwie Fizycznym pełniąc funkcje skarbnika, sekretarza, przewodniczącego Wrocławskiego Oddziału oraz członka Zarządu Głównego PTF-u.
Była organizatorem XXV Zjazdu Fizyków Polskich, który odbył się we Wrocławiu 1977.
Zmarła 2 lipca 1998, została pochowana na Cmentarzu Grabiszyńskim we Wrocławiu (kw. 2/323/13).

## Odznaczenia
Za pracę naukową, organizacyjną i społeczną została odznaczona:
- Krzyżem Kawalerskim Orderu Odrodzenia Polski,
- Medalem Komisji Edukacji Narodowej,
- Złotym Krzyżem Zasługi,
- Odznaka tytułu honorowego „Zasłużony Nauczyciel Polskiej Rzeczypospolitej Ludowej”